# Верхне-Мутновская ГеоЭС
Верхне-Мутновская ГеоЭС — геотермальная электростанция, расположенная в Елизовском районе Камчатского края, вблизи Мутновской сопки. Станция эксплуатируется ПАО «Камчатскэнерго» (входит в группу «РусГидро»).

## Конструкция станции
Верхне-Мутновская ГеоЭС представляет собой геотермальную электростанцию с прямым использованием пара. Установленная мощность электростанции — 12 МВт. Геотермальный теплоноситель (пароводяная смесь) поступает на станцию по трубопроводам из скважин (по состоянию на 2017 год, эксплуатируется 2 скважины), пробурённых на Мутновском месторождении парогидротерм. На площадке электростанции происходит разделение пароводяной смеси на сепараторах (Усреднённый состав теплоносителя: 26 % пар, 74 % сепарат), после чего пар направляется в турбины, а горячая вода (сбросной сепарат) закачивается обратно в горные пласты через скважины реинжекции. Основное генерирующее оборудование Верхне-Мутновской ГеоЭС включает в себя три турбоагрегата мощностью по 4 МВт, каждый из которых состоит из паровой турбины Туман 4К и генератора ТК-4-2ЗУЗ. Выработанная электроэнергия выдаётся на комплектное распределительное устройство элегазовое (КРУЭ) напряжением 220 кВ Мутновской ГеОЭС и далее в энергосистему по одноцепной ВЛ 220 кВ Мутновская ГеоЭС — ПС Авача.

## История строительства и эксплуатации
Проекты строительства геотермальных электростанций на Мутновском месторождении парогидротерм рассматривались с 1980-х годов. В 1994—1995 годах АО «Наука» разработало бизнес-план, технико-экономическое обоснование проекта и технический проект опытно-промышленной Верхне-Мутновской ГеоЭС. Строительство станции было начато в 1996 году, первые два турбоагрегата были пущены в 1999 году, третий — в 2000 году. Верхне-Мутновская ГеоЭС функционирует в составе центрального энергоузла Камчатской энергосистемы, работающей изолированно от ЕЭС России. Энергоузел сформирован в южной части Камчатского края, где проживает основная часть населения. Синхронно с Верхне-Мутновской ГеоЭС работает Мутновская геотермальная электростанция, Камчатские ТЭЦ-1 и ТЭЦ-2, гидроэлектростанции каскада Толмачёвских ГЭС. Выработка Верхне-Мутновской ГеоЭС составляет около 65 млн кВт.ч в год.